# ینس یول اریکسن
ینس یول اریکسن (انگلیسی: Jens Juul Eriksen؛ زادهٔ ۹ ژوئیهٔ ۱۹۲۶) دوچرخه‌سوار اهل دانمارک است.